# Highway capacity manual
Le Highway Capacity Manual (HCM) est un ouvrage publié par le Transportation Research Board (en) et consacré à l'étude de la capacité des infrastructures de transport routier. Cet ouvrage est utilisé dans de nombreux pays pour les études de capacité d'infrastructures de transport routier.
La première édition fut publiée en 1950. De nouvelles éditions ont été publiées en 1965, 1985, 2000, 2010 et 2016.
En France, l'Institut national de recherche sur les transports et leur sécurité (INRETS) utilise le manuel pour calculer la capacité des routes principales et définir de nouvelles méthodes d’estimation de la capacité.